# Bernardo Elonga
Bernardo Elonga Molico (* 22. Februar 1961) ist ein ehemaliger äquatorialguineischer Leichtathlet.
Elonga nahm an den Olympischen Sommerspielen 1988 und 1992 jeweils im 1500-Meter-Lauf teil. 1988 erreichte er den 14. Platz seines Vorlaufes und 1992 den elften Platz.